# April (Lied)
April (engl. für ‚April‘) ist ein Lied der britischen Hard-Rock-Band Deep Purple, das erstmals 1969 auf ihrem dritten Studioalbum Deep Purple veröffentlicht wurde. Text und Musik wurden von Ritchie Blackmore und Jon Lord verfasst. April ist eine dreiteilige Klassik-Rock-Suite mit Orchesterbegleitung und zeigt eine gewisse Ähnlichkeit mit der Five Bridges Suite der englischen Progressive-Rock-Band The Nice.

## Entstehung
Der Titel April entstand im Jahre 1968 oder 1969 während der Tour zu dem 1968 veröffentlichten Album The Book of Taliesyn. Das Lied war ein Versuch von Jon Lord, Klassik und Hard Rock zu verbinden.

## Musik
Das Lied beginnt mit einem kurzen Orgeleinsatz von Jon Lord. Im Anschluss spielt Ritchie Blackmore auf der akustischen Gitarre eine ruhige Melodie. Nach einiger Zeit setzt leise die Orgel ein, und Ian Paice spielt im Hintergrund Pauken. Am Ende dieses ersten Teils setzt auch die hohe Leadgitarre ein. Alles ist noch ohne Gesang. Nach etwa fünf Minuten wird der vier Minuten lange zweite Teil von einem Kammerorchester eingespielt. Die verwendeten Instrumente waren: zwei Flöten, zwei Oboen, Englischhorn, zwei Klarinetten, zwei Violinen, Viola und zwei Violoncelli. Der dritte Teil wird von einem Schlagzeug eingeleitet und kurz darauf setzen die Gitarre, die anderen Instrumente und dann auch der Gesang ein. Dieser Teil ist ein für Deep Purple typischer Rocksong, in dem Sänger Rod Evans über den Monat April erzählt; die ersten Worte „April is a cruel time“ zitieren dabei den Beginn von T. S. Eliots berühmtem Gedicht The Waste Land (“April is the cruelest month”). Das Lied endet, von der Orgel unterstützt, mit einem Gitarrensolo von Ritchie Blackmore und klingt nach zwölf Minuten langsam aus.